# Ревматология
Ревматология (от ревматизм) — специализация внутренней медицины, занимается диагностикой и лечением ревматических заболеваний. Сам термин «ревматология» происходит от греч. ρεύμα, означающего «поток, река», и логос, означающего «изучение» — древнего представления о возникновении подобных болезней.
Предметом изучения ревматологии являются воспалительные и дегенеративно-дистрофические заболевания суставов и позвоночника и системные заболевания соединительной ткани (устаревшее название — коллагенозы). На другом полюсе дифференциальной диагностики заболеваний ревматологии находится травматология-ортопедия и гнойно-септическая хирургия (остеомиелит, миозит, гонорейный артрит, асептический артрит).
Ревматология также тесно сотрудничает с:
- эндокринологией (синдром Шарко при сахарном диабете, гиперкальциемический криз),
- нефрологией (нефрогенная подагра, нефрогенная остеомаляция, нефрогенный остеопороз),
- гематологией (в этих вопросах перекрестная дифференциальная диагностика наиболее сложна и часто требует дополнительных проб и исследований, так как многие заболевания крови могут давать, например острый лимфобластный лейкоз, клинику ювенильного ревматоидного артрита),
- кардиологией (ревматический эндокардит),
- сосудистой и флебологической хирургией,
- спортивной медициной (поражение мышц и опорно-двигательного аппарата у спортсменов),
- дерматологией (псориаз, псориатический артрит, разнообразные кожные проявления, заставляющие исключать васкулит, склеродермия и другие),
- гастроэнтерологией (артриты при воспалительных заболеваниях кишечника).

опосредованно с другими системными специализациями:
- с инфектологией (в обоих случаях затрагивания инфекцией прямо (ревматоидный артрит, миозит, артроз) или опосредованно (нейроборрелиоз, болезнь Лайма, бруцеллёз, средиземноморская лихорадка, трихинеллёз, туберкулёз, дизентерия, стрептококковая) требуется высокая квалификация и подготовка специалистов),
- токсикологией (токсическая артропатия, миопатия, остеопатия миалгия, артралгия, отравления фосфором и фосфорорганическими соединения),
- иммунологией (в детальном изучении иммунных комплексов системных коллагенозов),
- онкологией, радиобиологией и биофизикой (по этиопатогеническим факторам риска системных аутоиммунных заболеваний соединительной ткани, в данном случае речь обычно идёт о хронических или разовых контактах с ионизирующими излучениями в небольших дозах, не проводящих к тяжёлым хирургическим осложнениям) и неионизирующими (кварцевого, ультрафиолетового, холодового воздействия, что проводит четкую грань между этипатогеническим фактором риска с травматологией, где воздействие определяется характером силы, носит обычно разовый ударный характер и определяется характером силы (ожоги, термический тепловой удар или обморожение, лучевая травма, электрошок),
- спинальной неврологией (остеохондроз, кривошея, сколиоз),
- и нейрохирургией.

## Ревматические болезни
Ревматические болезни — это группа заболеваний, протекающих преимущественно с системным или локальным поражением соединительной ткани. К ним относятся болезни с преобладающим поражением суставов; васкулиты и диффузные болезни соединительной ткани; истинный ревматизм.
Также к ревматическим заболеваниям относятся:
- ревматоидный артрит;
- ревматический артрит;
- бурсит (заболевание околосуставных мягких тканей);
- синовит;
- болезнь Бехтерева;
- Болезнь Бехчета;
- острая ревматическая лихорадка;
- болезнь Лайма;
- подагрический артрит;
- острая ревматическая лихорадка;
- спондилёз;
- ювенильный ревматоидный артрит;
- приобретённые ревматические пороки сердца;
- феномен Рейно (поражение мелких артерий пальцев);
- синдром Рейно;
- остеопороз;
- системная красная волчанка;
- системная склеродермия;
- смешанное заболевание соединительных тканей;
- дерматомиозит;
- артрозы;
- полиартриты;
- системные васкулиты.